# Thomas G. Burch
Thomas Granville Burch, född 3 juli 1869 i Henry County, Virginia, död 20 mars 1951 i Martinsville, Virginia, var en amerikansk demokratisk politiker. Han representerade delstaten Virginia i båda kamrarna av USA:s kongress, först i representanthuset 1931–1946 och sedan i senaten från maj till november 1946.

## Biografi
Burch var verksam inom bank-, försäkrings- och fastighetsbranscherna. Han gifte sig 1903 med prästdottern Mary Ellen Anson. Han var borgmästare i Martinsville 1912–1914. Han arbetade sedan som sheriff (U.S. Marshal)  fram till 1921.
Burch blev invald i representanthuset i kongressvalet 1930. Han omvaldes sju gånger. Senator Carter Glass avled 1946 i ämbetet och Burch blev utnämnd till senaten fram till fyllnadsvalet senare samma år. Han kandiderade inte i fyllnadsvalet och efterträddes som senator av Absalom Willis Robertson.
Burch var anglikan och frimurare. Han gravsattes på Oakwood Cemetery i Martinsville.